# Reed Sorenson
Statistiques en NASCAR Cup Series
Dernière mise à jour : 11 février 2015 
Reed Sorenson (né le 5 février 1986 à Peachtree City, Géorgie) est un pilote américain de NASCAR participant à la Sprint Cup Series. Il pilote la voiture no 44 de l'équipe Team XTREME Racing.

## Identité visuelle

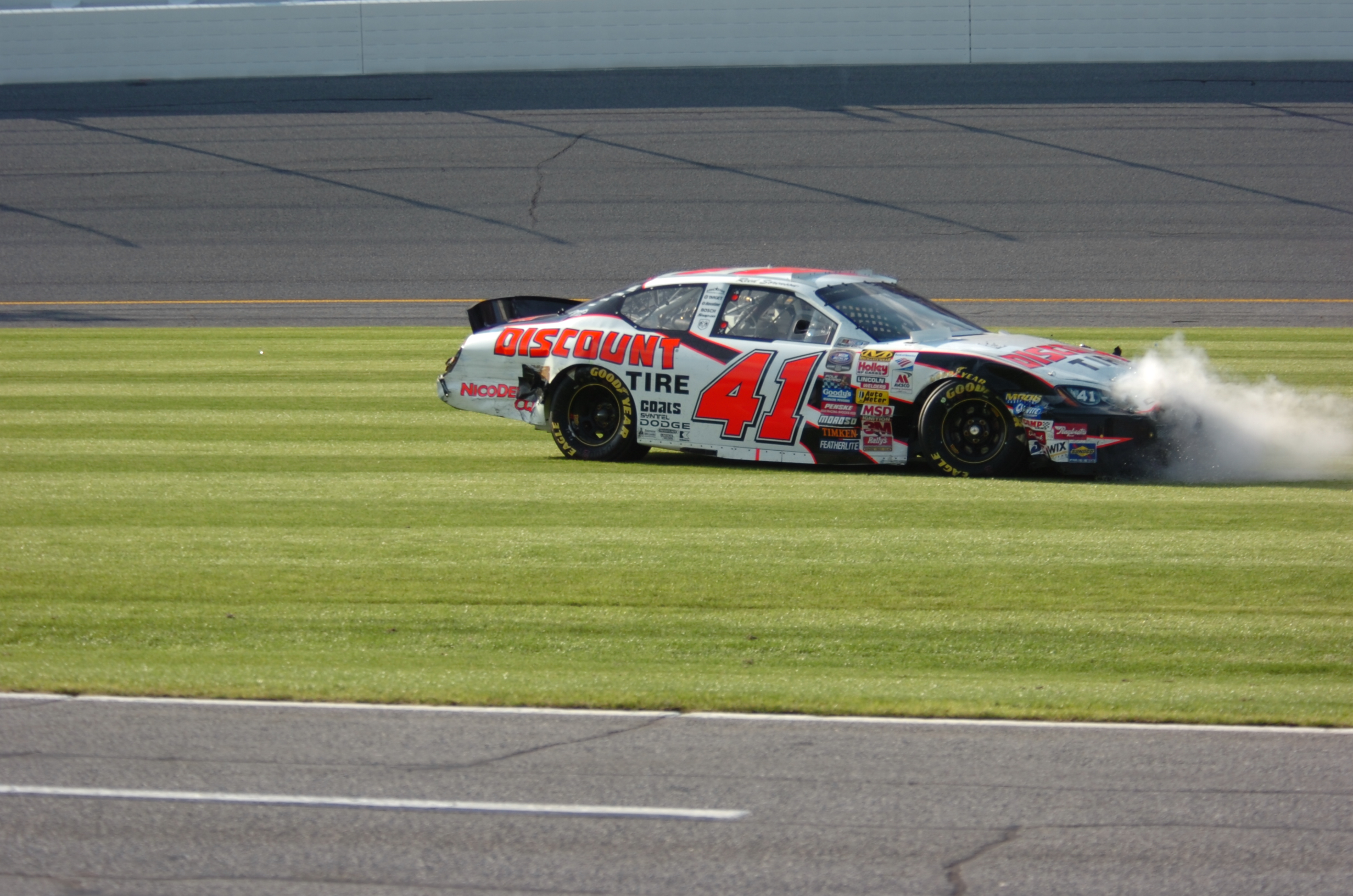
Sortie de piste de Reed Sorenson
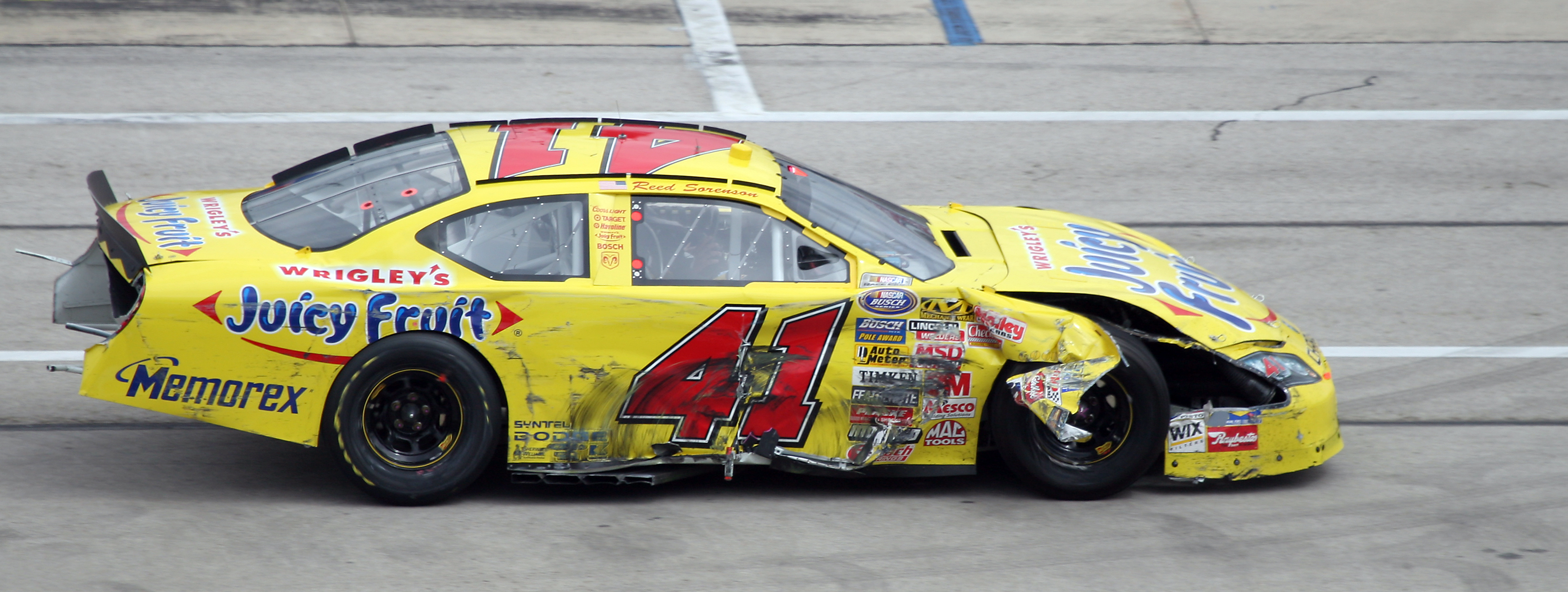
Crash de Reed Sorenson